# Carl Magnay
Carl Ronald Magnay (Gateshead, Tyne y Wear, Inglaterra, 20 de enero de 1989) es un exfutbolista y entrenador inglés, pero de ascendencia norirlandesa por parte de sus abuelos.
Se desempeñaba como defensa.
Tras su retiro como jugador, en noviembre de 2023 comenzó su carrera de entrenador en el Gateshead, su último club.

## Trayectoria
Carl es el ganador de la segunda temporada del reality show Football Icon, transmitido por Sky 1 en el Reino Unido, firmando un contrato profesional con el Chelsea FC. Sin embargo, Magnay antes formaba parte de la academia del Leeds United. Magnay se fue abriendo paso a través de las diferentes categoría juveniles del club, disputando 11 encuentros y anotando 2 goles con el equipo juvenil durante la temporada 2006-07, mientras que en la temporada 2007-08, Magnay logró establecerse en el equipo de reservas, disputando 16 encuentros.
Sin embargo, durante la temporada 2008-09, Magnay solamente disputó 8 encuentros, ya que fue cedido al Milton Keynes Dons el 30 de enero de 2009, debutando al día siguiente en la victoria por 5-3 sobre el Cheltenham Town. Sin embargo, Magnay solamente logró disputar 2 partidos con el MK Dons antes de ser cedido inmediatamente al Northampton Town el 9 de marzo de 2009. Magnay debutó con el Northampton al día siguiente en la derrota por 1-0 frente al Millwall FC. Luego, en el siguiente encuentro ante el Peterborough United, Magnay tuvo que ser sustituido al medio tiempo por Liam Davies debido a una fractura de estrés en su espalda, la cual terminó prematuramente su préstamo con el Northampton.
El 18 de marzo de 2010, durante un encuentro amistoso entre el equipo de reservas del Chelsea y el del Charlton Athletic, Magnay sufrió una lesión de ligamentos cruzados, además de una lesión del ligamento medial colateral y de una fisura en la rótula, lo que pudo haberle puesto fin a su carrera como futbolista. Sin embargo, Magnay pudo recuperarse y luego de haber estado poco más de un año lesionado, regresó a las canchas el 14 de abril de 2011 en la derrota por 3-1 ante las reservas del West Bromwich Albion, al haber entrado de cambio al minuto 60 por Kaby. Magnay jugó un papel importante durante la recta final de la temporada 2010-11, ya que capitaneó al equipo de reservas, guiándolo a conseguir el título de la Premier Reserve League por primera vez en su historia.

## Selección nacional
A pesar de haber nacido en Inglaterra, Magnay decidió representar como internacional a la Selección de Irlanda del Norte Sub-21, ya que sus abuelos son norirlandeses. Con esta selección debutó el 11 de agosto de 2009 ante Portugal y, aunque su selección fue derrotada 2-1, Magnay tuvo un gran desempeño como lateral izquierdo.

## Clubes
| Club               | País       | Año       |
| ------------------ | ---------- | --------- |
| Chelsea FC         | Inglaterra | 2007-2009 |
| Milton Keynes Dons | Inglaterra | 2009      |
| Northampton Town   | Inglaterra | 2009      |
| Chelsea FC         | Inglaterra | 2009-2012 |
| Gateshead FC       | Inglaterra | 2012-2014 |
| Grimsby Town       | Inglaterra | 2014-2015 |
| Hartlepool United  | Inglaterra | 2015-2019 |
| Spennymoor Town    | Inglaterra | 2019-2021 |
| Gateshead FC       | Inglaterra | 2022-2023 |